# Arrondissement judiciaire du Luxembourg

Localisation de l'arrondissement judiciaire du Luxembourg, après la fusion des arrondissements judiciaires de 2014.

Pour les articles homonymes, voir Luxembourg (homonymie).
Ne doit pas être confondu avec Arrondissement judiciaire de Luxembourg.
Cet article court présente un sujet plus développé dans : Arrondissement judiciaire d'Arlon, Arrondissement judiciaire de Marche-en-Famenne et Arrondissement judiciaire de Neufchâteau.
L'arrondissement judiciaire du Luxembourg est depuis le 1er avril 2014 l'un des 12 arrondissements judiciaires de Belgique. Il est le résultat de la fusion des arrondissements judiciaires d'Arlon, Marche-en-Famenne et Neufchâteau et dépend du ressort de la Cour d'appel de Liège. Il comprend 6 cantons judiciaires, 43 communes et ses limites territoriales coïncident avec la province de Luxembourg.

## Histoire
Le 2 décembre 2024, Bertogne fusionne avec Bastogne, portant ainsi le nombre de communes couvertes par l'arrondissement de 44 à 43.